# Пригоди Бена Ганна
"Приго́ди Бе́на Га́нна" (англ. The Adventures of Ben Gunn) — роман пригодницького жанру англійського романіста і драматурга Рональда Дельдерфілда, супровідний художній твір, своєрідний приквел до роману «Острів скарбів» Роберта Стівенсона, який розповідає про пригоди сільського хлопця, що став піратом, які відбулися до початку та в кінці подій роману Стівенсона.

## Стислий сюжет
Сімнадцятирічний Бен Ганн, був сином церковного паламаря і за сумісництвом могильника в поселені Іст-Бедлей, що в графстві Девон. Він з Ніком Аллардайсом, сином місцевого священника, посварилися з Безилом Кастером, сином володаря місцевого помістя. Під час сварки Нік вбиває Безила і молоді люди, щоб уникнути страти, вирішують тікати у Новий Світ на кораблі «Морж», який віз рабів на плантації. По дорозі, на їх корабель напали пірати. Таким чином Бен і Нік попали в ряди «Джентльменів удачі» капітана Флінта.

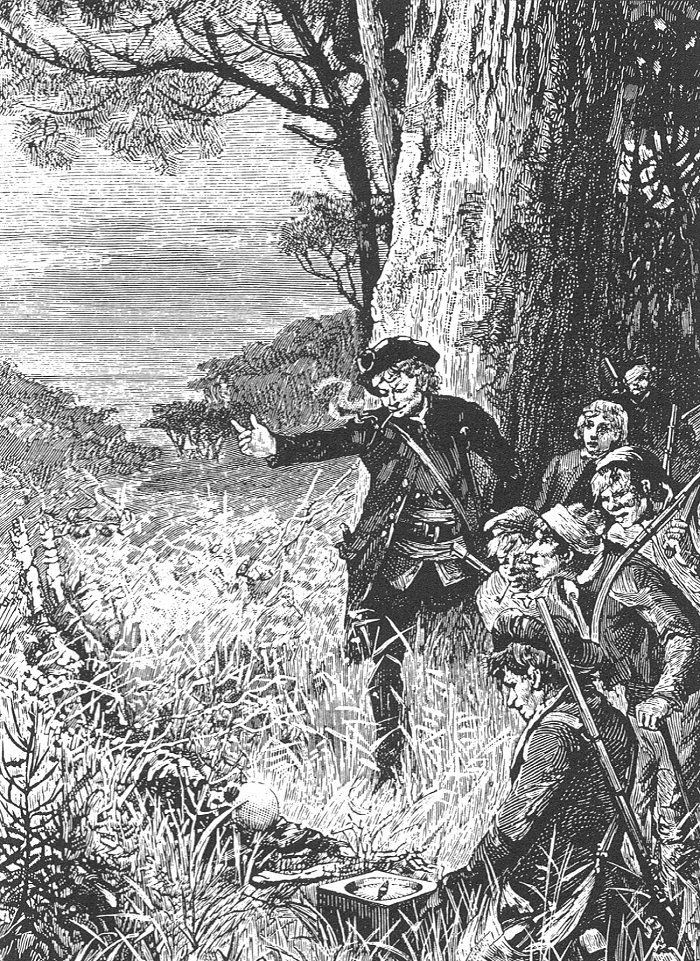
Джон Сільвер знаходить скелет Ніка Аллардайса (ілюстрація з «Острова скарбів»

Коли Флінт зі своєю командою прибули на Острів скарбів, щоб сховати награбоване золото, він на берег взяв з собою чотирьох матросів, серед яких був і Бен. Але Нік усунув Бена і сам замість нього сів у шлюпку, яка була переповнена скарбами. Через кілька днів на корабель повернувся один Флінт. Він був сильно зранений, і нічого не говорив про долю своїх чотирьох супутників, не повернувся і з ним Нік Аллардайс. З часом рани Флінта запалилися, він часто впадав у безпам'ятство, а коли приходив до тями, то вимагав ром. Через деякий час він помирає від тяжкої гарячки. Де саме, на острові було сховане золото, ніхто не знав, залишилася тільки зашифрована карта капітана.
Через чотири роки доля закинула Бена на інший корабель «Ластівка», який проходив повз Острів скарбів, він розказав капітану про скарби. Захоплена жадобою наживи, команда корабля кинулася шукати золото, чим добряче вибила з запланованого графіка корабель. За дванадцять днів пошуків, золото так і не було знайдене і злий капітан залишає Бена самого на острові, де його через три роки знайде команда корабля «Еспаньйоли». Тут Бен знаходить скелет Ніка Аллардайса і впізнає його тільки по натільному хрестику. Флінт використав його тіло в якості компаса, коли ноги вказували на південь, а витягнуті вверх руки на північ.
За три роки, ціною неймовірних зусиль і поневірянь, без карти й тільки з приблизною уявою про місце розташування скарбу, Бен нарешті знаходить золото і переховує його в іншому надійному місці. Після прибуття команди корабля «Еспаньйоли» і відомих за романом «Острів скарбів» подій, команда капітана Смоллета і доктора Лівсі, завантаживши скарби на корабель, вирушає додому. В одному з портів, старий пірат, одноногий Сільвер, або Довгов'язий Джон, вмовляє Бена і той допомагає йому завантажити в шлюпку один мішечок з золотом і втекти з корабля.
Після прибуття на батьківщину, Бен з тяжким серцем відвідав старшу сестру Ніка, міс Далсі, яка все так же жила в будинку священника. У нього не вистачило мужності сказати їй правду про смерть брата серед піратів і він придумав історію про заможне його життя на плантаціях Віргінії і несподівану смерть від гарячки. Наприкінці твору, Джим Гокінс, вже від свого імені описує останні роки життя Бена Гана, пірата мимоволі, який за волею долі пів життя провів на чужині, в піратському середовищі.

## Видання
- Рональд Дельдерфілд (1956). The Adventures of Ben Gunn / Пригоди Бена Ганна (англ) . Лондон: «Hodder & Stoughton». с. 208.
- Рональд Дельдерфілд (1973). The Adventures of Ben Gunn / Пригоди Бена Ганна (англ) . Лондон: «New English Library». с. 207. ISBN 978-0450016714.
- Рональд Дельдерфілд (1984). The Adventures of Ben Gunn / Пригоди Бена Ганна (англ) . Лондон: «Coronet Books». с. 208. ISBN 978-0340354810.
- Рональд Дельдерфілд (1993). The Adventures of Ben Gunn / Пригоди Бена Ганна (англ) . «Happy». с. 352.
- Рональд Дельдерфілд (1990). The Adventures of Ben Gunn / Пригоди Бена Ганна (рос) . Кишинів: «Concordia». с. 112. ISBN 5-7664-0387-9.

## Телевізійна адаптація
У 1958 році Британська Телерадіомовна Корпорація за мотивами роману зняла телевізійний серіал «Пригоди Бена Ганна» з шести епізодів, який вийшов на екрани 1 червня 1958 року. В головних ролях знялися Пітер Вінгард в ролі Джона Сільвера, Джон Моффат в ролі Бена Ганна та Джон Г. Ватсон в ролі Джима Гокінса.